# Biserica Adormirea Maicii Domnului din Chișinău
Biserica Adormirea Maicii Domnului este un lăcaș de cult și monument de arhitectură de însemnătate națională, introdus în Registrul monumentelor de istorie și cultură din municipiul Chișinău.
A fost construită în 1892 de comunitatea ortodoxă de rit vechi rus, ramura care a aderat la orientarea de unire, care recunoștea Sinodul Rus, biserica fiind numită "unită de aceiași credință".
A fost reprodus un model de biserică rusă, cu decorația plastică tributară eclecticii în forme preponderent clasiciste. Este alcătuită din într-o navă, cu absida semicirculară la est și un turn clopotniță la vest. Biserica este de mici proporții, cu o structură spațială simplă, dar tradițională pentru bisericile rusești. Constă dintr-un volum cubiform, acoperit cu o învelitoare în patru ape, încununat de o turlă cu o cupolă în forma bulbului de ceapă. În axa longitudinală a navei sunt alipite la est absida altarului iar la vest pridvorul, ambele mai înguste, ce sugerează planului o formă de cruce. Clopotnița este în forme micșorate în retragere succesivă – prismă dreaptă, octogonală și cilindrică, a fost alipită în 1896. Aspectul exterior este determinat de cornișa proeminentă din profiluri clasice a volumului central, de ancadramentele ferestrelor și ușilor, îmbogățit de desenul grilajelor din metal a ferestrelor.